# James Knight (explorador)
James Knight (¿1640? - algún lugar de la bahía de Hudson, 1720 o 1721) fue un comerciante de pieles inglés , explorador y administrador colonial —uno de los directores de la Compañía de la Bahía de Hudson— recordado por haber desaparecido ya en su vejez en una expedición en la bahía de Hudson en búsqueda del Paso del Noroeste.

## Biografía
Knight nació en Inglaterra y se unió a la Compañía de la Bahía de Hudson (conocida por HBC, sus siglas en inglés, Hudson's Bay Company) en 1676 como carpintero. En 1682, se convirtió en factor jefe del puesto comercial de Fort Albany, en la bahía de James, donde se hizo rico. En 1697, compró acciones de la HBC, y en 1711, consiguió un asiento en el consejo de administración y vivió unos años en Londres.
Las largas guerras de la Gran Alianza y la Sucesión Española entre Inglaterra y Francia se había extendido a América del Norte y afectaron a la HBC financiera y logísticamente. Cuatro de los cinco puestos comerciales de la compañía se perdieron frente a los franceses. Knight dirigió una expedición en 1693 que recuperó con éxito Fort Albany, el único puesto retenido por los ingleses. Sin embargo, entre las disposiciones del Tratado de Utrecht, en 1713, estaba la devolución de los puestos capturados. En 1714, Knight fue enviado a tomar posesión de la fábrica de York en la bahía de Hudson y a restaurar la fortuna de la compañía. A pesar de los daños ocasionados en el fuerte por la ocupación francesa, y de las dificultades del clima, Knight logró llevar a cabo la reconstrucción del negocio de la empresa, y en 1719, ya pagaba dividendos por primera vez en 20 años.

## La expedición a la busca del Paso del Noroeste
Un intérprete chipewyan, trabajando para Knight, le habló de una posible ruta, rica en minerales, a través del norte. Knight, por su parte, estaba decidido a encontrar el Paso del Noroeste, la entonces hipotética ruta que conectaría el océano Atlántico y el océano Pacífico a través del norte de Canadá. En septiembre de 1718 Knight salió de la bahía en la fragata Albany en dirección a Inglaterra, con la esperanza de persuadir al Comité de la HBC para que fuese enviada una expedición hacia el norte, para encontrar un camino a tales minas de oro y cobre, que él estaba convencido se podrían alcanzar por mar. Debió de hablar de sus planes largo y tendido con el capitán del Albany, George Berley, y también con el capitán David Vaughan, que iba como pasajero, ya que ambos fueron elegidos al año siguiente como sus capitanes. Knight explicó su propuesta al Comité el 18 de noviembre y se celebraron más reuniones durante el invierno. El 1 de mayo de 1719 el Comité acordó finalmente que Knight iría en un viaje de descubrimiento más al norte de los 64°N, a buscar el estrecho de Anián, que conduciría al pasaje del noroeste, para ampliar y aumentar la empresa comercial, para descubrir las minas de oro y cobre, y para establecer una industria ballenera. Sus barcos serían la fragata Albany y la nueva corbeta Discovery, al mando de sus viejos amigos Berley y Vaughan. Knight dijo adiós al gobierno y al Comité en Gravesend el 4 de junio de 1719 y partió. La expedición nunca más fue vista por hombres blancos.
Knight tenía previsto, y al parecer lo hizo, navegar directamente en la bahía de Hudson al norte de la latitud 64°N, sin detenerse ni hacer escala en ninguno de los fuertes de la HBC, todos ellos situados más al sur. Debieron de dirigirse hacia el Roes Welcome Sound y por desgracia, las naves debieron de entrar en una de las zonas de aguas poco profundas, quedando destrozadas cerca de la isla Marble, donde se sabe que estuvieron Knight y su grupo. Isla Marble es una pequeña isla costera deshabitada situada en la boca del Rankin Inlet, a unos 32 km del actual asentamiento homónimo (Rankin Inlet).
A pesar de la ayuda ocasional de los locales inuit, hacia 1722, se informó de que Knight y su tripulación murieron de enfermedad y hambre. Al parecer, el puesto de la HBC en el Rankin Inlet fue totalmente inconsciente del naufragio, ya que no sabían nada de la expedición de búsqueda y nunca fue enviado una expedición de rescate.
En 1721, Henry Kelsey, en un viaje comercial al norte, encontró pruebas entre los esquimales que dejaban pocas dudas de que los barcos habían naufragado. En 1722, se envió al capitán John Scroggs, en la balandra Whalebone hacia el norte a buscarles. A su regreso Scroggs declaró que ambos barcos habían quedado destrozados y que todos los hombres habían sido asesinados por los esquimales. El 29 de septiembre las dos naves fueron dadas de baja en los libros de la compañía.
Casi medio siglo más tarde, en 1768, el trágico destino de la expedición fue descubierto por Samuel Hearne, que encontró restos de dos naves, una vivienda y otros restos en una cala de la isla Marble. Regresó en 1769 y confirmó en entrevistas con los esquimales que se trataba en realidad del lugar donde la expedición de Knight había perecido. Los esquimales dijeron que alrededor de 50 hombres estuvieron construyendo una casa en el otoño de 1719, después de que sus barcos hubiesen naufragado. En la primavera habían quedado muy reducidos y al final de un segundo invierno sólo 20 hombres sobrevivían. Cinco vivieron hasta el verano de 1721 cuando también murieron.
En algún momento de su vida James Knight se había casado. Su testamento, dado en su residencia como Bisham en Berkshire, legalizado 23 de septiembre de 1724, dejó su herencia a su esposa Elizabeth. También tenía una curiosa referencia a su hijo: «A mi hijo Gilpin Knight un chelín y no más, habiendo sido ya avanzadas por mí en el mundo mucho más que lo que mis circunstancias podrían permitir».